# Mosconi Cup 2002
Beim Mosconi Cup 2002 handelt es sich um die neunte Auflage eines seit 1994 jährlich stattfindenden 9-Ball-Poolbillardturniers, bei dem ein europäisches Team gegen ein US-amerikanisches Team spielt.
Das Turnier fand zwischen dem  19. und dem 22. Dezember in der York Hall, Bethnal Green, London, England  statt. Sieger wurde die Mannschaft aus Europa mit 12–9. Es war Europas zweiter Sieg bei diesem Turnier.

## Mannschaften
| Mannschaft der USA |                                                                    |             |
| Name               | US-Bundesstaat bzw. Staat, in dem der/die Spieler/in geboren wurde | Bemerkungen |
| Johnny Archer      | Georgia                                                            |             |
| Nick Varner        | Kentucky                                                           |             |
| Jeremy Jones       | Texas                                                              |             |
| Corey Deuel        | Kalifornien                                                        |             |
| Earl Strickland    | North Carolina                                                     |             |
| Charlie Williams   | Südkorea                                                           |             |

| Mannschaft Europas |             |             |
| Name               | Heimatland  | Bemerkungen |
| Oliver Ortmann     | Deutschland |             |
| Mika Immonen       | Finnland    |             |
| Ralf Souquet       | Deutschland |             |
| Nick van den Berg  | Niederlande |             |
| Marcus Chamat      | Schweden    |             |
| Steve Davis        | England     |             |

## Resultate

### Donnerstag, 19. Dezember

#### Durchgang 1
|                                      | Resultate |                                     |
| ------------------------------------ | --------- | ----------------------------------- |
| Doppel Oliver Ortmann Ralf Souquet   | 5–2       | Doppel Johnny Archer Nick Varner    |
| Doppel Mika Immonen Marcus Chamat    | 5–1       | Doppel Corey Deuel Charlie Williams |
| Doppel Steve Davis Nick van den Berg | 5–4       | Doppel Earl Strickland Jeremy Jones |
| 3                                    | Bilanz    | 0                                   |
| 3                                    | Gesamt    | 0                                   |

### Freitag, 20. Dezember

#### Durchgang 2
|                                      | Resultate |                                     |
| ------------------------------------ | --------- | ----------------------------------- |
| Doppel Oliver Ortmann Ralf Souquet   | 1–5       | Doppel Corey Deuel Charlie Williams |
| Doppel Mika Immonen Marcus Chamat    | 5–2       | Doppel Johnny Archer Nick Varner    |
| Doppel Steve Davis Nick van den Berg | 5–0       | Doppel Earl Strickland Jeremy Jones |
| 2                                    | Bilanz    | 1                                   |
| 5                                    | Gesamt    | 1                                   |

#### Durchgang 3
|                                | Resultate |                               |
| ------------------------------ | --------- | ----------------------------- |
| Einzelspiele Marcus Chamat     | 2–5       | Einzelspiele Earl Strickland  |
| Einzelspiele Nick van den Berg | 1–5       | Einzelspiele Corey Deuel      |
| Einzelspiele Mika Immonen      | 2–5       | Einzelspiele Charlie Williams |
| 0                              | Bilanz    | 3                             |
| 5                              | Gesamt    | 4                             |

### Samstag, 21. Dezember

#### Durchgang 4
|                                      | Resultate |                                     |
| ------------------------------------ | --------- | ----------------------------------- |
| Doppel Marcus Chamat Mika Immonen    | 5–0       | Doppel Corey Deuel Charlie Williams |
| Doppel Oliver Ortmann Ralf Souquet   | 1–5       | Doppel Earl Strickland Jeremy Jones |
| Doppel Steve Davis Nick van den Berg | 4–5       | Doppel Johnny Archer Nick Varner    |
| 1                                    | Bilanz    | 2                                   |
| 6                                    | Gesamt    | 6                                   |

#### Durchgang 5
|                             | Resultate |                            |
| --------------------------- | --------- | -------------------------- |
| Einzelspiele Ralf Souquet   | 5–4       | Einzelspiele Jeremy Jones  |
| Einzelspiele Oliver Ortmann | 0–5       | Einzelspiele Johnny Archer |
| Einzelspiele Steve Davis    | 5–3       | Einzelspiele Nick Varner   |
| 2                           | Bilanz    | 1                          |
| 8                           | Gesamt    | 7                          |

### Sonntag, 22. Dezember

#### Durchgang 6
|                                | Resultate |                            |
| ------------------------------ | --------- | -------------------------- |
| Einzelspiele Oliver Ortmann    | 5–2       | Einzelspiele Johnny Archer |
| Einzelspiele Mika Immonen      | 4–5       | Einzelspiele Jeremy Jones  |
| Einzelspiele Nick van den Berg | 5–3       | Einzelspiele Corey Deuel   |
| 2                              | Bilanz    | 1                          |
| 10                             | Gesamt    | 8                          |

#### Durchgang 7
|                            | Resultate |                               |
| -------------------------- | --------- | ----------------------------- |
| Einzelspiele Marcus Chamat | 5–2       | Einzelspiele Nick Varner      |
| Einzelspiele Ralf Souquet  | 3–5       | Einzelspiele Charlie Williams |
| Einzelspiele Steve Davis   | 5–4       | Einzelspiele Earl Strickland  |
| 2                          | Bilanz    | 1                             |
| 12                         | Gesamt    | 9                             |